# Leucadendron rourkei
Espèce
Leucadendron rourkei est une espèce de plantes à fleurs de la famille des Proteaceae. Cet arbuste à fleurs, rare et originaire du Cap-Occidental et du Cap-Oriental en Afrique du Sud, fait partie du fynbos.

## Description
Leucadendron rourkei est un arbuste au port compact atteint 5 m de haut. Ses feuilles sont étroites, rigides et généralement linéaires, ornées d'une teinte verte qui contraste avec ses capitules floraux. Selon la saison, cet arbuste peut devenir presque méconnaissable : orné de grappes de fleurs, jaunes, dorées ou orange, ce qui en fait une attraction pour divers pollinisateurs. Les fruits sont conique et ligneux, contenant des graines. L'arbuste fleurit de décembre à janvier. La plante meurt après un incendie, mais les graines survivent. Les graines sont stockées dans un trou sur la plante femelle et tombent au sol après un incendie, se propageant peut-être par le vent. La plante est dioïque et il existe des plants distincts, avec des fleurs mâles et femelles, pollinisées par le vent. Le numéro national de l'arbre est le 81.6.

## Répartition et habitat
La plante est présente dans les monts Kammanassie, les monts Kouga et l'est du Swartberg. Elle pousse sur les versants sud, dans des sols schisteux ou rocheux, à des altitudes de 1 370 à 1 700 m.

## Galerie

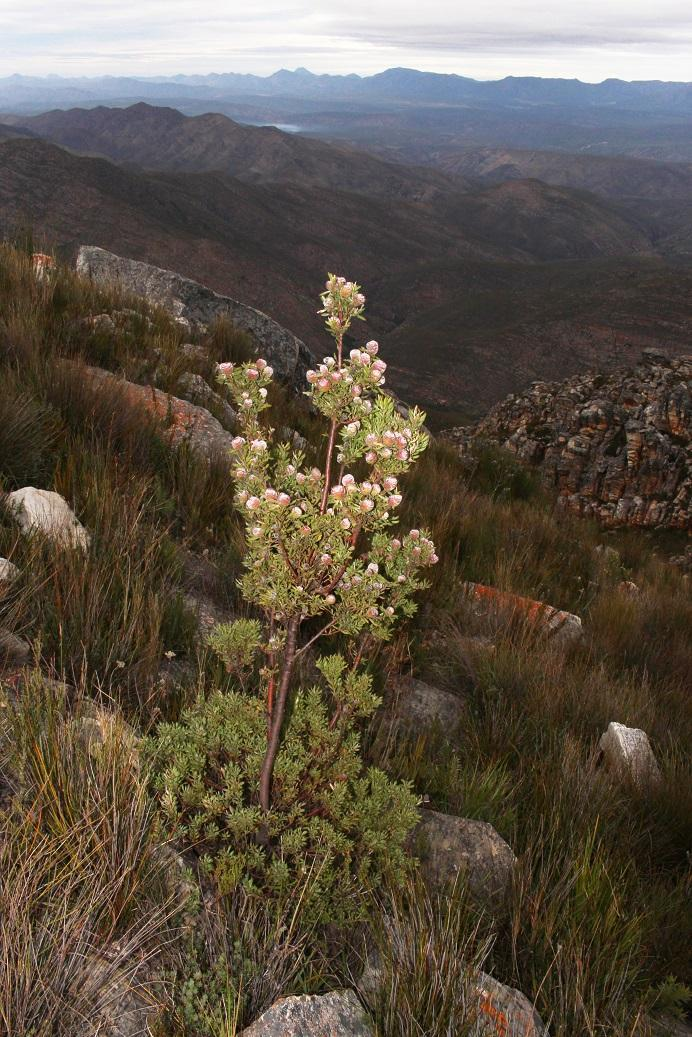
Plante dans son habitat.
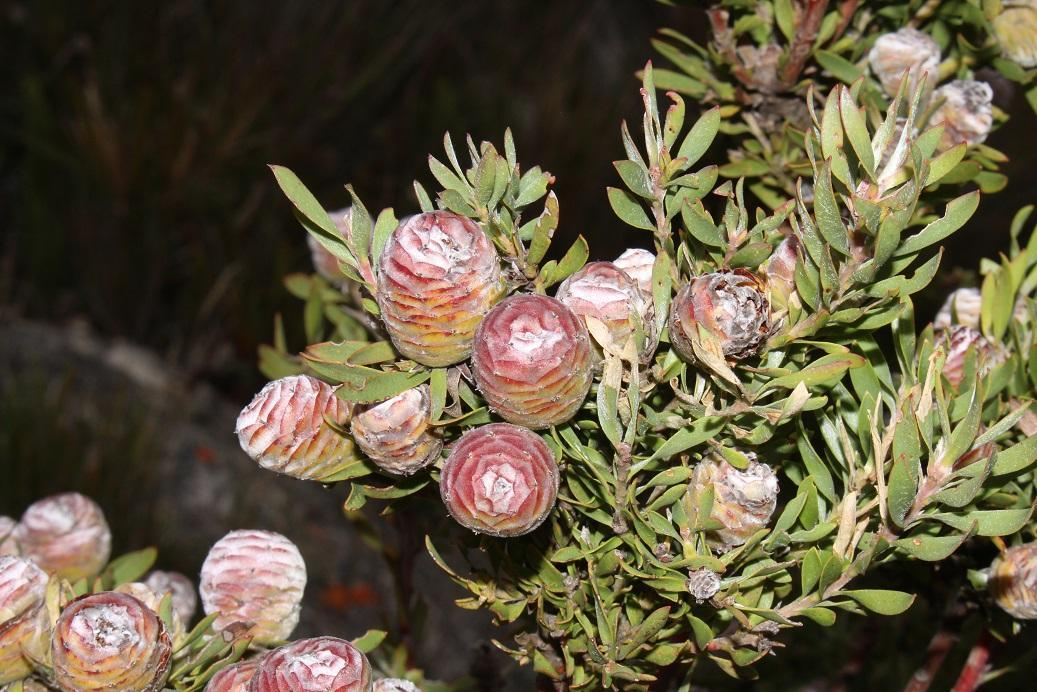
Feuillage et cônes.
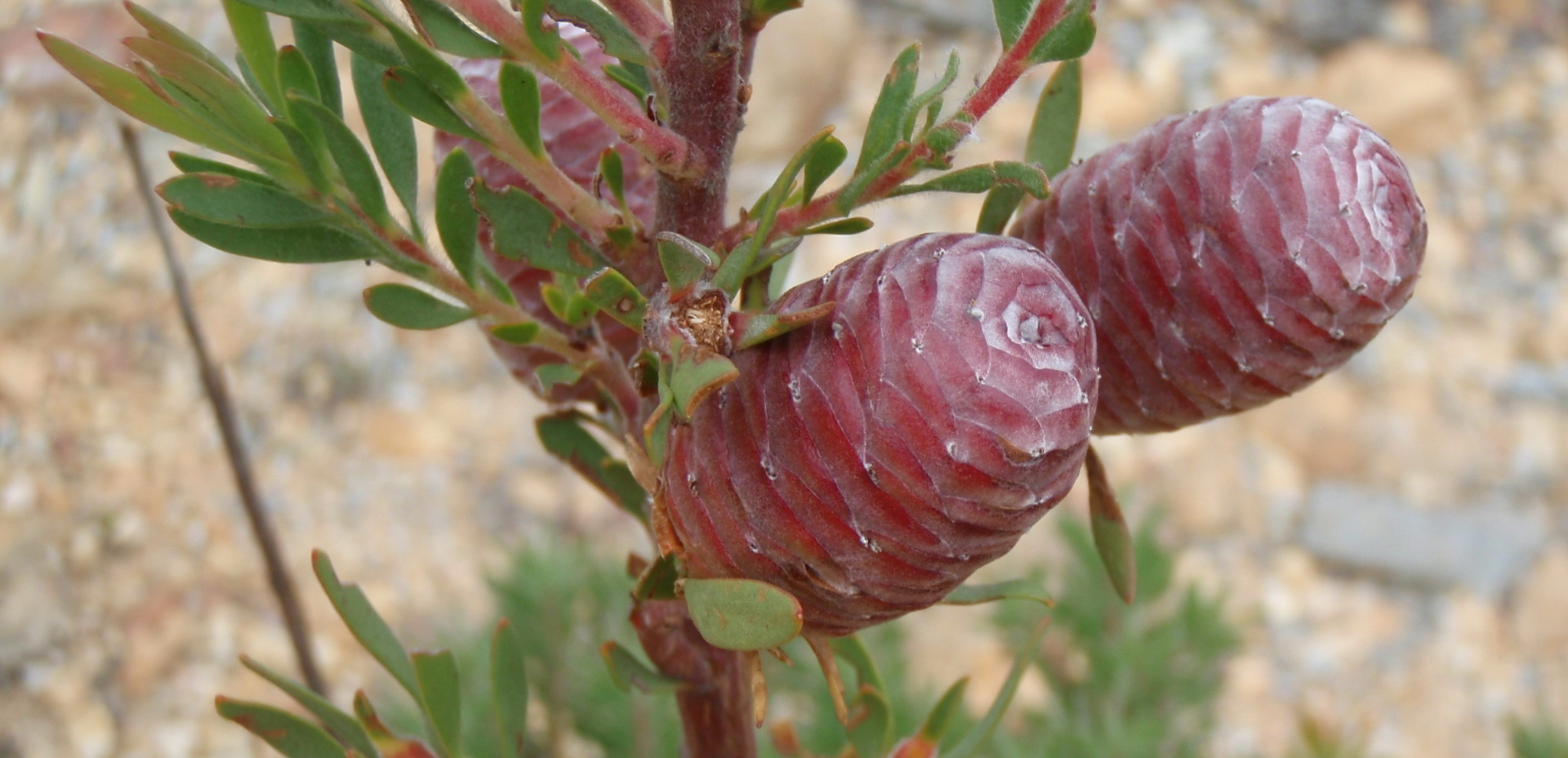
Détail des cônes.

## Dénominations
Cette plante est appelée communément en afrikaans Uniondale-tolbos, et, en anglais, Uniondale conebush.

## Systématique
Le nom correct complet (avec auteur) de ce taxon est Leucadendron rourkei I.Williams (d).